# Антония Трифена
Антония Трифена (Antonia Tryphaena, Tryphaena of Thrace or Tryphaena, Tryphaena или Tryphäna, (на гръцки: η Άντωνία Τρύφαινα or Τρυφαίνη, * ок. 15 пр.н.е., † ок. 49 г.?) е от 22 (или 33) до 38 г. царица на Понт. Тя е принцеса на Боспорското царство, Понт, Киликия, Кападокия и римска клиент-царица на Тракия.
Нейните синове Котис и Полемон са владетели на Понт, Малка Армения и част от Арабия. Нейнитя братя Зенон Артакс III е цар на Велика Армения (18 – 35), a Полемон II на Понт. Нейният зет е цар на Тракия.
Трифена е дъщеря на понтийския владетел Полемон I (упр. 37 – 8 пр.н.е.) и на царица Питодорида (29 пр.н.е.-33 или 38 г.) и правнучка на триумвира Марк Антоний и Антония Хибрида Младша. Така тя е далечна братовчедка на Нерон и Калигула. Баща и умира през 8 пр.н.е. и майка ѝ се омъжва втори път за Архелай (последният цар на Кападокия) и тя става доведена сестра на Глафира.
По майка Трифена е внучка на Питодор от Трал и Антония (дъщеря на Марк Антоний).
Съпруга е от преди 12 пр.н.е. на тракийския владетел Котис III, принц на сапеите и цар на одрисите и астите. Той е също архонт на Атина и построява зала с колони на храма на Асклепий в Епидавър. Около 17/18 г. Котис е също цар на Велика Армения, Киликия и Тракия. По време на банкет чичо му Раскупорис III го обвинява в заговор и затваря по време на мирен банкет от затваря. След като Тиберий изисква да му го изпратят, Раскупорис го убива и казва, че се е самоубил.
Тя търси заедно със синовете си убежище в Рим. Трифена обвинява Раскупорис през 19 г. пред Сената в Рим. Раскупорис е осъден и изгонен. Тракия се разделя между син му Реметалк и още малолетните синове на Трифена. Тя е роднина чрез майка си с римската императорска фамилия и оставя синовете си да бъдат възпитавани заедно с младия Калигула в дома на Ливия Друзила.
Антония Трифена става жреца на Ливия Друзила, когато Клавдий провъзглася баба си (умряла през 29 г.) за богиня.
Антония Трифена умира в 49 г.

## Деца
- Реметалк II е цар на Одриското царство 18 – 38 г.
- Гепепирис, се омъжва за римския клиент цар Тиберий Юлий Аспург на Боспорското царство 14/15 – 37/38 г. от Аспургидите
- Питодора II (* 2) се омъжва за втория си братовчед по бащина линия Реметалк III (също възпитаван в Рим), който Калигула прави 38 г. цар на Тракия и е убит през 46 г. Тракия става римска провинция.
- Котис IX (* 10) е също възпитаван с Калигула. През 38 г. (малко по-късно от брат му) Калигула му дава чрез решение на Сената Малка Армения (Armenia minor) и по-късно части от Арабия.

С името на Антония Трифена е свързано преданието за първата християнска светица Текла, ученичка на св. апостол Павел.